# Kanton Bretoncelles
Kanton Bretoncelles (francouzsky Canton de Bretoncelles) je francouzský kanton v departementu Orne v regionu Normandie. Byl vytvořen při reformě kantonů v roce 2014 z 24 obcí. V květnu 2016 sestával z 12 obcí (vzhledem k procesu slučování některých obcí).

## Obce kantonu (v květnu 2016)
- Berd'huis
- Bretoncelles
- Cour-Maugis-sur-Huisne [p 1]
- La Madeleine-Bouvet
- Moutiers-au-Perche
- Perche-en-Nocé [p 2]
- Rémalard-en-Perche [p 3]
- Sablons sur Huisne [p 4]
- Saint-Cyr-la-Rosière
- Saint-Germain-des-Grois
- Saint-Pierre-la-Bruyère
- Verrières